# Georg von Gyldenfeldt
Georg von Gyldenfeldt (* 1. Mai 1897 in Putz; † 23. Mai 1977 in Münster) war ein deutscher Generalmajor der Luftwaffe im Zweiten Weltkrieg.

## Leben
Während des Westfeldzugs gegen Frankreich 1940 war Gyldenfeld Verbindungsoffizier der Panzerarmeen zum Oberkommando der Wehrmacht. Von 1940 bis 1943 kommandierte er verschiedene Flakregimenter und wurde am 14. April 1942 mit dem Deutschen Kreuz in Gold ausgezeichnet.
Gyldenfeldt war in seiner letzten Funktion von November 1943 bis Mai 1945 Inspizient für Sonderwaffen beim General der Flakartillerie.
Von 1945 bis 1947 befand er sich in Kriegsgefangenschaft.